# Condado de Mielec
Condado de Mielec (polaco: powiat mielecki) é um powiat (condado) da Polónia, na voivodia de Subcarpácia. A sede do condado é a cidade de Mielec. Estende-se por uma área de 880,21 km², com 135 518 habitantes, segundo os censos de 30.09.2006, com uma densidade 153,96 hab/km².

## Demografia
População (dados de 30 de Setembro de 2006):
|          | Total   | Total | Mulheres | Mulheres | Homens  | Homens |
| -------- | ------- | ----- | -------- | -------- | ------- | ------ |
|          | pessoas | %     | pessoas  | %        | pessoas | %      |
| Total    | 135 518 | 100   | 69 868   | 50,7     | 65 650  | 49,3   |
| Cidades  | 62 443  | 100   | 33 042   | 51,5     | 31 110  | 48,5   |
| Povoados | 73 075  | 100   | 34 445   | 49,9     | 34 540  | 50,1   |